# Josef Toufar
Josef Toufar (Arnolec, Checoeslovaquia, 14 de julio de 1902 - Praga, 25 de febrero de 1950) fue un sacerdote católico checoslovaco mártir, víctima de la persecución de iglesia católica en Checoslovaquia durante el régimen comunista, por no aceptar mentir, ante un fenómeno inexplicable en su parroquia.

## El suceso de la Cruz de Číhošť
El 11 de diciembre de 1949, mientras predicaba en el templo de Cíhost, un pueblo de 300 habitantes, una pequeña cruz que estaba en el altar, y a espaldas de Josef,  empezó a oscilar de un lado a otro varias veces. Josef no lo vio, pero observó las reacciones de varios asombrados testigos ante el fenómeno.
Josef investigó a los testigos e informó del suceso a Jon Dvorak Kresini el 12 de enero de lo sucedido e investigado. 
El suceso se esparció a través de comentarios mismo que llegó al presidente checo Klement Gottwald y a la revista norteamericana Time.
En febrero de 1950 fue detenido y torturado hasta la muerte por negarse a firmar declaraciones falsas contra la Iglesia y sus correligionarios al no renegar del supuesto Milagro de la Cruz de Číhošť, que habría tenido lugar en su parroquia, su localidad. Su cuerpo fue enterrado en secreto en una fosa común.

## Reacciones
Pocos días después el padre Toufar recibió visita de la policía política comunista (STB) al agente Milos Hrabina, para obtener la confesión de la farsa de la cruz, y su falso movimiento por sí sola, a lo que Josef sostuvo la versión de los testigos oculares. El 28 de enero otros agentes volvieron para nuevos interrogatorios y al no lograr que Josef cambiara su versión, lo detuvieron. El sacerdote fue torturado con varias palizas por las semanas siguientes. El 23 de febrero fue llevado al templo para que explicara ante cámaras de video la farsa, asunto que no pudo cumplir, ante el crítico y precario estado de salud, por lo que un doble lo sustituyó.  

## Últimos días
Dos días después, consecuencia de las palizas, Josef Toufar, falleció, fue enviado a una fosa común, sin informar del hecho hasta décadas después. Sin embargo el ministerio del interior compareció en rueda de prensa y anunció con falsedad, que el sacerdote había confesado por lo que sería juzgado y castigado mostrando el sistema de poleas utilizado para el suceso del movimiento de la cruz. 

## Consecuencias
Su torturador y asesino fue juzgado en 1998 y declarado culpable, aunque no fue enviado a prisión, por su avanzada edad. 
Ahora Cihost, es un lugar de peregrinaciones para honrar y reconocer el valor de mantener su verdad y valentía ante sus torturadores.
La iglesia no emitió un posicionamiento al respecto. El obispo Duka de Praga ha celebrado misas conmemorativas en Cihost, recordando al mártir como "ícono de los años de la colectivización violenta del régimen comunista".  
A Josef se le otorgó la distinción "USTR prize of freddom", "Democracy and Human Rights (2012)", "Medalla al mérito de la República Checa (2014)"
Sus restos serían trasladados al templo del suceso por el que fue martirizado. Desde el año 2013 se encuentra en proceso de beatificación.